# Morsina persica
Morsina persica är en insektsart som beskrevs av Melichar 1902. Morsina persica ingår i släktet Morsina och familjen Nogodinidae. Inga underarter finns listade i Catalogue of Life.